# Pseudocalamobius piceus
Pseudocalamobius piceus är en skalbaggsart som beskrevs av J. Linsley Gressitt 1951. Pseudocalamobius piceus ingår i släktet Pseudocalamobius och familjen långhorningar. Inga underarter finns listade i Catalogue of Life.